# Brooklyn Celtic
Brooklyn Celtic war der Name zweier US-amerikanischer Fußball-Teams. Das erste war ein Amateur-Team, das die New York Amateur Association Football League 1912 bis 1917 beherrschte. Das zweite wurde als Brooklyn F.C. gegründet und war ein Mitglied der professionellen American Soccer League in den 1930er Jahren und Anfang der 1940er Jahre. Es wurde 1936 in Brooklyn St. Mary’s Celtic umbenannt.

## Brooklyn Celtic I

### Erfolge
- National Challenge Cup

Zweiter: 1914; 1915
- American Cup

Zweiter: 1915

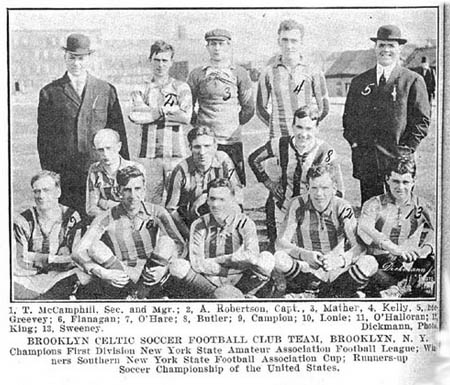
BC-Spieler (1914)

- American Amateur Football Association Cup

Sieger: 1912
- Division I

Sieger: 1913; 1914; 1915; 1916; 1917
- Division II

Sieger: 1910
- Sultana Cup

Sieger: 1917
- Southern New York State Cup

Sieger: 1914; 1917

## Brooklyn Celtic II

### Year-by-year
| Year    | Division | League | Reg. Season   | Playoffs   | National Cup |
| ------- | -------- | ------ | ------------- | ---------- | ------------ |
| 1933/34 | N/A      | ASL    | 5th           | No playoff | First round  |
| 1934/35 | N/A      | ASL    | 7th           | No playoff | Second round |
| 1935/36 | N/A      | ASL    | 6th           | No playoff | Semifinals   |
| 1936/37 | N/A      | ASL    | 1st, National | Semifinals | Second round |
| 1937/38 | N/A      | ASL    | 2nd, National | Final      | Second place |
| 1938/39 | N/A      | ASL    | 2nd, National | 1st Round  | Champion     |
| 1939/40 | N/A      | ASL    | 8th           | No playoff | ?            |
| 1940/41 | N/A      | ASL    | 8th           | No playoff | ?            |
| 1941/42 | N/A      | ASL    | 7th           | No playoff | ?            |